# Honkai: Star Rail
Honkai: Star Rail (кит. упр. 崩坏: 星穹铁道, пиньинь Bēnghuài: Xīngqióng Tiědào) — компьютерная ролевая игра с элементами гача, разработанная компанией miHoYo. В Китае игра издаётся miHoYo, а на международном рынке — COGNOSPHERE под брендом HoYoverse. Это первая пошаговая игра miHoYo. Сюжет повествует о главном герое, известном как Первопроходец, который путешествует между мирами на космическом поезде «Звёздный Экспресс», помогая различным цивилизациям и устраняя катастрофы, вызванные «Стелларонами» и другими силами. Это четвёртая часть серии Honkai (первые две части носили название Houkai), в которой используются новые персонажи наряду с альтернативными версиями существующих персонажей из Honkai Impact 3rd.

## Игровой процесс
Honkai: Star Rail — это фэнтезийная ролевая видеоигра, в которой игроки управляют одним из четырёх персонажей, составляющих команду. В игре присутствуют элементы открытого мира и исследования подземелий, с упором на пошаговые стратегические бои.

Битва в Honkai: Star Rail, слева главная героиня.

## Сюжет
История начинается с того, что два члена экипажа «Звёздного экспресса», Март 7 и Дань Хэн, доставляют редкие реликвии Герте, хозяйке космической станции. Внезапно рейнджеры пустоты из Легиона Антиматерии атакуют Космическую станцию и нападают на людей. К счастью, Март 7 и Дань Хэн, а также ведущий исследователь Аста и начальник службы безопасности Арлан смогли отбиться от них.
В это время два охотника за Стелларонами, Кафка и Серебряный Волк, пробрались на Космическую станцию и использовали царивший там хаос как отвлекающий манёвр, чтобы украсть Стелларон по приказу своего лидера Элио, который может видеть будущее. Найдя Стелларон, они используют его для создания искусственного человека, получившего название «Первопроходец» и вводят Стелларон в его тело. Когда тот открывает глаза, Кафка рассказывает ему об Элио, предвидящем его будущее, об их путешествии и поиске друзей, прежде чем оставить Первопроходца, чтобы он встретился с экипажем «Звёздного экспресса».
Позже Март 7 и Дань Хэн находят Первопроходца без сознания и берут его с собой, чтобы найти Арлана. Им удаётся найти его, но внезапно они попадают в засаду Легиона Антиматерии. Химеко, хозяйке Звёздного экспресса, с помощью своего дрона удаётся спасти группу, которая позже встречает Асту и объясняет текущую ситуацию. Вскоре после этого огромный монстр Легиона, прозванный «Зверь Судного дня», прорывает щит космической станции «Герта». Аста приказывает остальным бежать, сама же она решает остаться.
Команде «Звёздного экспресса» и Первопроходцу удаётся сбежать, и когда они достигают Платформы, Зверь Судного дня устраивает на них засаду, но быстро терпит поражение. Несмотря на это, ему удаётся высвободить свою силу. В результате, Март 7 оказывается в опасности, но Первопроходец защищает её, прикрывая собой. Ему предстает видение об его будущем, в результате чего Стелларон внутри него приходит в ярость и убивает Зверя Судного дня. Первопроходец колеблется, не в силах контролировать силу внутри него, но его останавливает Вельт, член экипажа экспресса, сбивая его с ног с помощью своих способностей, в результате чего Стелларон снова становится стабильным.
Позже Первопроходец просыпается на Космической станции, и Химеко знакомит его с Гертой, которая позже заинтересовалась Первопроходцем из-за Стелларона внутри его тела. Она позволяет им оставить Стелларон и обещает снова посетить Космическую станцию, прежде чем Химеко предложит Первопроходцу присоединиться к «Звёздному экспрессу», чтобы найти ответы на интересующие его вопросы. Первопроходец соглашается.

### Персонажи
Химеко
хозяйка «Звёздного экспресса». Она нашла поезд на своей родной планете в детстве, а спустя годы починила его. Озвучена: Риэ Танака (яп.); Сия Корт (англ.).
Вельт Янг
мудрый и опытный бывший повелитель Антиэнтропии, унаследовавший имя мира — Вельт. Вельт множество раз спасал Землю от уничтожения. Озвучен: Ёсимаса Хосоя (яп.); Кори Лэндис (англ.).
Дань Хэн
таинственный молодой человек, пытающийся сбежать из своего прошлого. Он служит охранником Звёздного экспресса. Озвучен: Кенто Ито (яп.); Николас Люнг (англ.).
Март 7
девушка, которую экипаж поезда нашёл замороженной в куске вечного льда. Она ничего не помнит о своём прошлом, поэтому всегда путешествует с фотоаппаратом в надежде найти ключи к разгадке своего происхождения. Озвучена: Юй Огура (яп.); Скайлер Девенпорт (англ.).
Гепард Ландау
капитан Сереброгривых стражей в городе Белобог. Озвучен: Макото Фурукава (яп.); Брайсон Баугус (англ.).
Зеле
член Дикого огня, выросшая в Подземье Белобога. Зеле привыкла проводить время в одиночку. Озвучена: Маи Накахара (яп.); Молли Чжан (англ.).
Клара
бездомная девочка, которая присоединилась к бродягам, чтобы выжить. В какой-то момент она нашла робота Сварога, который является реликвией ушедшей цивилизации. Озвучена: Рина Хидака (яп.); Эмили Сан (англ.).
Аста
молодая девушка из знатной семьи. Она работает ведущим исследователем космической станции «Герта». Озвучена: Тинацу Акасаки (яп.); Фелиция Анжелл (англ.).
Лоча
торговец, прибывший из дальних земель. Благодаря своему искусству врачевания Лоча всегда может спасти людей во время бедствия. Озвучен: Акира Исида (яп.), Крэйг Ли Томас (англ.).
Кафка
девушка, которая любит коллекционировать пальто. Она является одним из самых доверенных лиц Элио, раба судьбы. Кафка работает ради воплощения будущего, которое задумал Элио. Озвучена: Сидзуки Ито (яп.); Шерил Тексиера (англ.).
Арлан
неразговорчивый глава отдела безопасности космической станции «Герта». В то время как научные исследования находятся за пределами его понимания, Арлан готов рискнуть своей жизнью, чтобы защитить сотрудников, которые так высоко ценят исследования. Он привык к боли и носит свои шрамы как почётные знаки. Озвучен Рёко Сираиси (яп.); Дэни Чэмберс (англ.).

## Разработка
Из всех игр, которые мы разрабатывали ранее, мы никогда не пробовали использовать пошаговую боевую систему. Но мы считаем, что это всё ещё очень жизнеспособная игровая система, которую можно использовать в качестве основы для игр. [...] Кроме того, нашим игрокам нравится пошаговый игровой процесс, поэтому мы решили использовать эту механику. [...] Научная фантастика часто вселяет надежду, вдохновляет и способна заставить молодое поколение двигаться вперёд. Научная фантастика представляет собой что-то классическое, а тема научной фантастики + пошаговая ролевая игра — это то, что мы были готовы попробовать. Таким образом началась разработка «Honkai: Star Rail».
Разработка Honkai: Star Rail началась в 2019 году с целью «исследования нового направления для серии игр Honkai». С момента начала разработки игры планируется, что игра будет поддерживаться не менее 6 лет после выхода в релиз. Производственная группа насчитывает около 500 человек, большинство из них — любители фантастических произведений и пошаговых ролевых игр. Научно-фантастическая тема была выбрана, потому что она является наиболее популярной тематикой подрастающего поколения, согласно анкетным опросам, проведённым miHoYo. Этот проект является первой попыткой компании создать игры с пошаговой боевой механикой. Команда считает, что этот тип игры очень привлекателен на игровом рынке и может снизить порог вхождения игроков в игру. В одном из опросов, проведённых miHoYo, многие игроки выразили свою симпатию к этому типу игр. В команде возникали опасения, что этот тип игры является ретрогеймингом, однако, производственная группа посчитала жанр не слишком устаревшим. Команда разработчиков вдохновлялась игрой Persona 5.
Сценарий игры основан на восточном фэнтези, которое команда охарактеризовала как стимпанк. Продюсер Цзян Дэвид является поклонником серии игр Legend of Heroes. Он играл в эту серию игр, чтобы снять усталость, когда учился в магистратуре. Эта серия также повлияла на сеттинг и историю Honkai: Star Rail. Действие предыдущей игры Honkai Impact 3rd происходило на Земле, но в сюжете упоминалось о существовании других планет, поэтому команда разработчиков Honkai: Star Rail решила расширить концепцию «вселенной», создав базовый сеттинг, в котором персонажи путешествуют на космическом поезде по основным планетам Вселенной. На создание каждой из планет в игре ушёл год, и последовательность действий была такова: сначала определялось мировоззрение и тема планеты, затем создавались характерные персонажи и подробные материалы для сеттинга, и, наконец, писался сюжет. Продюсер игры Дэвид Чианг надеялся, что Honkai: Star Rail достигнет такого же погружения, как многие фильмы и аниме, «как будто вы находитесь в мире произведения», и сможет создать «играбельный аниме-сериал».
Что касается механики боя, Дэвид Чианг заявил, что в игре используется «командный бой», сказав, что ранее он работал над ролевыми играми Crackdown 3 и ProtoGod, но не пробовал командные или пошаговые ролевые игры, и хотел попробовать себя в этой области в данной игре. Кроме того, некоторые игроки сообщали, что Honkai Impact 3rd слишком ориентирована на действия и сложна в управлении, поэтому в Honkai: Star Rail. больше внимания уделяется стратегии, чем умению игрока управлять персонажем, и, тем самым, команда снизила порог входа в игру, упростив выбор игрока и дав ему больше времени на обдумывание своего следующего хода. Чтобы усилить погружение игрока в игру, команда создателей включила технологию искусственного интеллекта в поведенческие модели неигровых персонажей.

## Распространение и продвижение
Honkai: Star Rail была анонсирована на официальном канале YouTube 7 октября 2021 года, и для участия в закрытом тесте игры был набран набор игроков. 27 октября было проведено первое бета-тестирование, а 25 мая 2022 года — второе бета-тестирование. В июне того же года игра приняла участие в выставке и выпустила новый рекламный ролик. В августе того же года игра была поддержана «Специальным фондом культурного развития», выпущенным Бюро культуры и туризма округа Сюйхуэй, Шанхай, где находилась команда разработчиков игры. 17 января 2023 года мобильная версия игры получила одобрение от Главного управления по делам прессы и публикаций континентального Китая и игра получила разрешение для распространения на её территории. 10 февраля 2023 года игра провела третье закрытое бета-тестирование. В тот же день на странице App Store стало известно, что официальный запуск игры состоится 26 апреля.
За месяц до публичной бета-версии игры miHoYo разместила более 2000 рекламных объявлений в Google Play. Основной системой контекстной рекламы в Интернете был Google Ads, а основными регионами были Япония, Гонконг, Соединённые Штаты, Вьетнам и Таиланд.

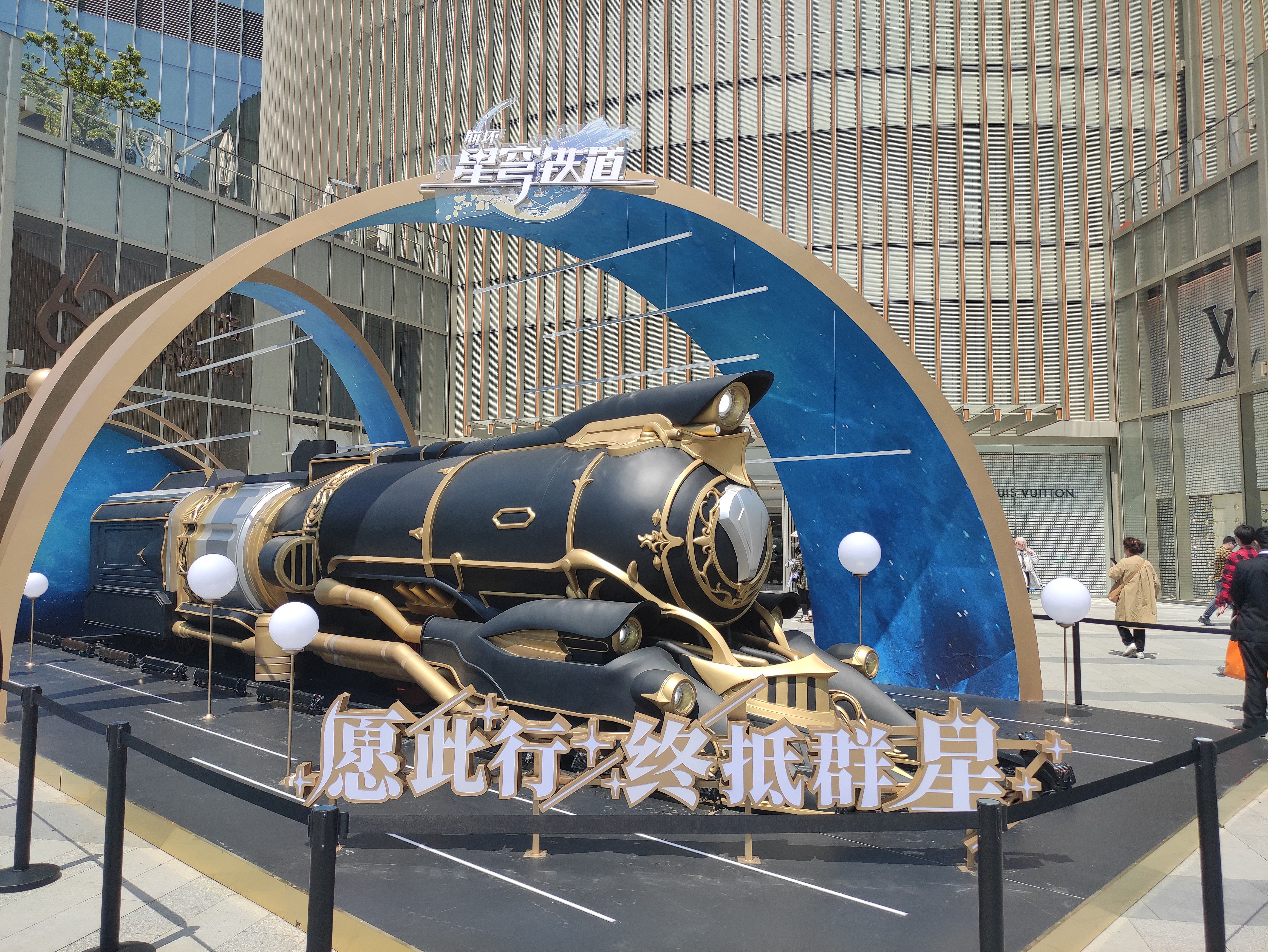
Модель поезда «Звёздного экспресса» в Сюцзяхуэе, Шанхай.

23 апреля 2023 года игра была предварительно загружена и достигла вершины бесплатных чартов App Store в более чем 113 странах и регионах. 25 апреля miHoYo выпустила анимационную заглавную песню игры «Journey Among the Stars» (с англ. — «Межзвёздное путешествие»). 15 апреля 2023 года HoYoverse объявили, что Honkai: Star Rail имеет уже 10 миллионов зарегистрированных пользователей, несмотря на то, что игра ещё не вышла. 28 апреля miHoYo было объявлено, что игру скачали более 20 миллионов раз, и в тот же день провела свою первую тематическую выставку «Galaxy Gathering» в Сюйцзяхуэй. Помимо этого, компания разместила рекламу игры на поездах первой линии сямыньского метрополитена и совместно выпустила цифровые памятные билеты (NFT) для продвижения игры.

## Выход
Игра вышла 26 апреля 2023 года для Windows, iOS и Android. Версия игры для PlayStation 4 и PlayStation 5 появятся позже. По оценкам GameLook, глобальный доход игры на всех платформах, скорее всего, превысил 100 миллионов юаней в первый день запуска. По данным Sensor Tower, в течение 10 дней после запуска игры мобильная версия принесла более 100 миллионов долларов США глобального дохода, из которых 44 % пришлось на Китай, 22 % — на Японию и 12 % — на США. По данным DataEye, в течение 15 дней после запуска доход только от версии для iOS и версии для Android, загруженной через Google Play, составил не менее 65 миллионов долларов США, а японский поток достиг 120 миллионов юаней.

## Оценки
| Сводный рейтинг       | Сводный рейтинг       |
| Агрегатор             | Оценка                |
| --------------------- | --------------------- |
| Metacritic            | 80/100                |
| Иноязычные издания    |                       |
| Издание               | Оценка                |
| Eurogamer             | Eurogamer Recommended |
| GameStar              | 75/100                |
| IGN                   | 9/10                  |
| PCGamesN              | 8/10                  |
| PC Gamer (US)         | 90/100                |
| Русскоязычные издания |                       |
| Издание               | Оценка                |
| StopGame.ru           | «Похвально»           |

Игра получила «в основном положительные отзывы», согласно сайту-агрегатору Metacritic. Джесс Рейес из IGN назвал её лучшей free-to-play игрой 2023 года. Многие критики сравнивали игру с Genshin Impact.
Михаил Казачкин из iXBT.games считает, что в игре отличные основные и второстепенные задания, графика и техническое состояние, но манипулятивная монетизация. Рейес из IGN считает, что в сюжете Honkai: Star Rail достаточно неожиданных поворотов событий и хотя ритм некоторых событий «спорен», в целом он «интересен». Тайлер Колп из PC Gamer написал, что сюжет «колеблется от героизма и оптимизма космической оперы до мрачной комедии из игры Nier, включающей в себя множество повествований из мыльной оперы Final Fantasy XIV». Джессика Орр из Eurogamer раскритиковала сюжет, который «даёт лишь одно предложение для объяснения важных деталей, но тратит восемь абзацев на объяснение простейших сюжетных поворотов» и за частое использование текста в сюжете вместо анимированных катсцен. Нат Смит из PCGamesN считает, что Honkai: Star Rail от miHoYo является духовным, но не прямым и лишь косвенным продолжением серии игр Honkai, поскольку «многие механики были созданы для упрощения вхождения игроков в игру для новых игроков, раннее не знакомых с серией Honkai, которым не обязательно нужно узнавать лор и мировоззрение прошлых частей».
Критики высоко оценили юмористические элементы игры, при этом Колп из PC Gamer отметил, но она остается серьёзной, когда речь идёт о её наиболее важных персонажах и темах. Пошаговая боевая система игры получила положительные отзывы критиков. Рейес из IGN назвал боевую систему «многоуровневой стратегией для тех, кто любит мельчайшие детали, не заставляя обычного игрока напрягаться». PC Gamer назвала «тактику» и «командное принятие решений» наиболее удовлетворительными аспектами пошаговой ролевой игры. Рейес из IGN считает, что стратегический характер боевой системы усиливает чувство выполненного долга после победы. Рави Синха из GamingBolt также назвал игру «на удивление» тактической, при этом отметил, что игре удаётся чувствовать себя динамичной и плавной с «отличным управлением и хорошо продуманными эффектами». Комментаторы 3DMGAME заявили, что игра добавила свои особенности, имитируя классические японские ролевые игры, и указали, что боевая система имитирует такие произведения, как Octopath Traveler и серию игр Atelier.
Орр из Eurogamer считает, что Honkai: Star Rail сочетает в себе систему элементов с системой карьеры традиционных японских ролевых игр, что может доставлять игрокам удовольствие, даже если битва не удалась. Смит из PCGamesN считает, что, хотя боевая система не обладает такой глубиной, как в сериях Final Fantasy и Persona, она компенсирует это тем, что она «лёгкая и очень динамичная». Коди Гравел из PC Gamer назвал пошаговые бои «простым развлечением», а боевая анимация сделала бои «великолепными и эффектными». Колп из PC Gamer сделал аналогичную похвалу. Издание Polygon, а также Ана Диас и Нат Смит из PCGamesN считают, что анимация воплощает личность и историю персонажа и выполнены в игре на хорошем уровне.